# Anagnia subfasciata
Anagnia subfasciata là một loài bướm đêm trong họ Erebidae.